# Operacja Shahi Tandar
Shahi Tandar – kryptonim operacji koalicji wojsk brytyjskich pochodzących z 42 Commando Royal Marines z kanadyjskimi siłami Royal Canadian Regiment i wojskami afgańskimi walczących przeciwko talibom. Walki toczyły się w prowincji Kandahar w powiatach Khakrez i Shah Wali Khot oraz Laszkar Gah w prowincji Helmand. Celami wojsk koalicji były talibskie fabryki bomb. Operacja toczyła się w dniach 7–31 stycznia 2009. 
Wojska lądowe były wspomagane przez śmigłowce i samochody pancerne. W efekcie operacji wojska ISAF przejęły sześć dużych materiałów wybuchowych wraz z 38 płytami wykorzystywanymi do detonacji min. Ponadto przejęto 3000 sztuk amunicji, karabiny AK47, miny, 22 rakiety i granaty.
W połowie stycznia 700 sprzymierzonych żołnierzy starło się z talibami pod twierdzą Spin Masjid, leżącą na północ od miasta Laszkar Gah. W trakcie dziesięciodniowej bitwy według ISAF zginęły setki talibów w tym kilku liderów. W czasie walk zginął brytyjski kapral Danny Nield wskutek wybuchu miny.
NATO poinformowało, że w trakcie operacji pojmano też ośmiu bojowników talibskich. Znaleziono przy nich 20 kg opium o szacowanej wartości 130000 funtów. Jednak podczas likwidacji materiałów wybuchowych zabity został kanadyjski żołnierz Brian Dobre. Podpułkownik Charlie Strickland – dowódca 42 Commando Royal Marines - stwierdził, że operacja była poważnym ciosem dla rebelii talibów.